# Moszawa

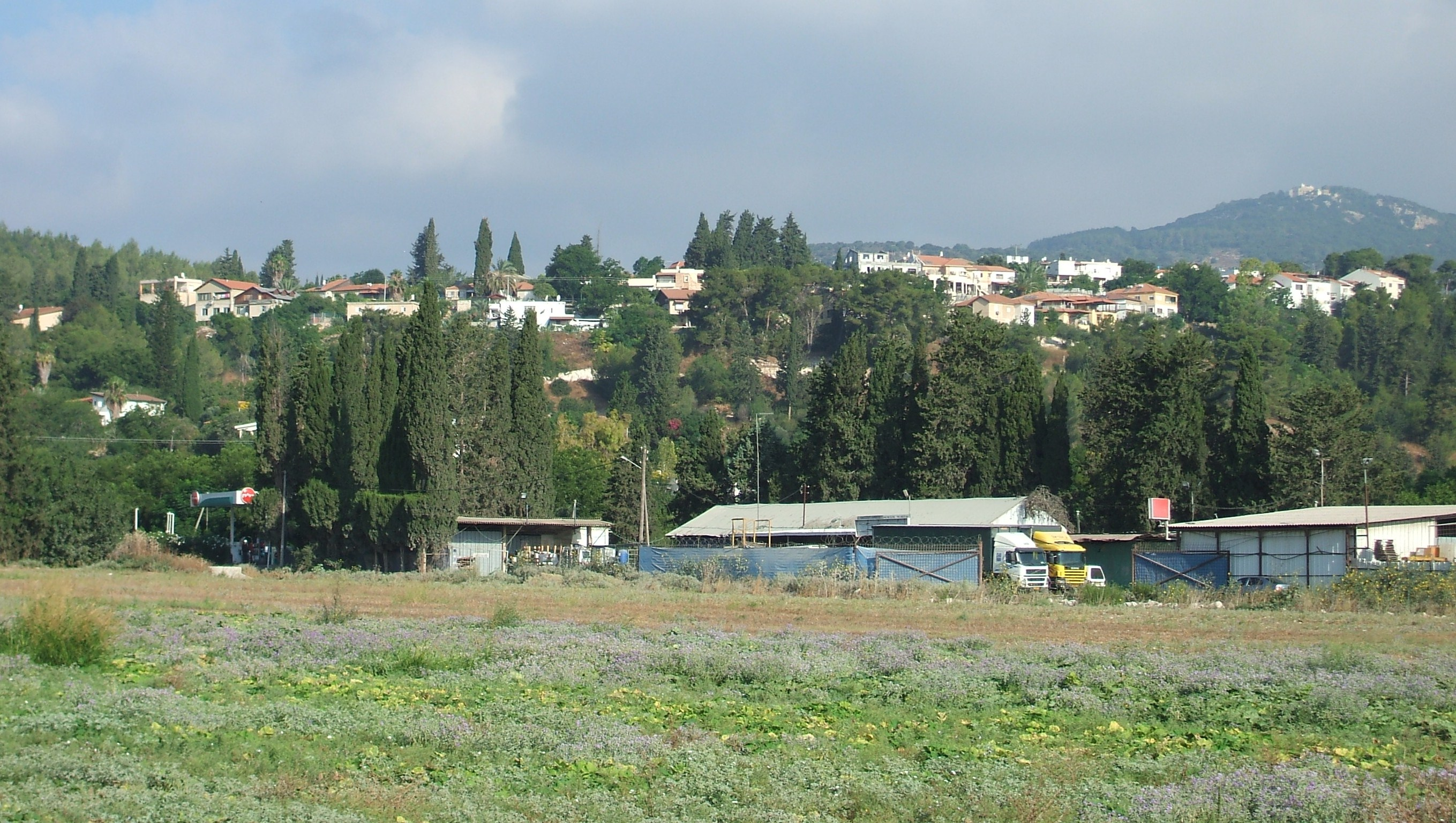
Moszawa Jokne’am

Moszawa (hebr. מושבה, moszavot; pol. kolonia) – mała spółdzielnia rolnicza w Izraelu.

## Historia
Moszawot są najstarszym rodzajem nowożytnych żydowskich osad rolniczych w Palestynie. Pierwsze moszawoty były zakładane pod koniec XIX wieku w czasie pierwszej alii. Pierwszy moszawot to założona w 1878 roku Petach Tikwa, nazywana czasami „matką” (Em Moszawot Ha-Moszawot). Kolejnymi były: Riszon le-Cijjon, Rosz Pina, Zichron Ja’akow i Jesud ha-Ma’ala, a następnie Hadera, Netanja i Rechowot. Pierwotnie były to osady rolnicze, jednak stopniowo w XX wieku przekształciły się w osady miejskie. Wiele z tych osad było związanych z działalnością barona Edmonda de Rothschilda. W latach 30. XX wieku dominującą formą tworzonych osad rolniczych stały się kibuce i moszawy. Po powstaniu w 1948 roku państwa Izrael, moszawot nie został uznany za oficjalną kategorię osady wiejskiej. Z tego powodu istniejące moszawoty przekształcono w samorządy lokalne lub miasta. Dopiero w latach 80. XX wieku powstał nowy moszawot – Kidmat Cewi na Wzgórzach Golan.

## Struktura organizacyjna
W odróżnieniu od kibuców i moszawów wszystkie grunty i nieruchomości znajdują się w rękach prywatnych, a działalność spółdzielcza dotyczy jedynie pracy. W innych dziedzinach członkowie moszawot mają zupełną swobodę.